# Blumea venkataramanii
Blumea venkataramanii là một loài thực vật có hoa trong họ Cúc. Loài này được R.S.Rao & Hemadri mô tả khoa học đầu tiên năm 1973.